# Kakrala
Kakrala is een stad en gemeente in het district Budaun van de Indiase staat Uttar Pradesh. 

## Demografie
Volgens de Indiase volkstelling van 2001 wonen er 32.380 mensen in Kakrala, waarvan 53% mannelijk en 47% vrouwelijk is. De plaats heeft een alfabetiseringsgraad van 43%. 